# Četverozupke
Četverozupke (Golozupci; znanstveni naziv Tetraodontiformes), red riba iz razreda Actinopterygii. Zubi su im srasli u pločice, a poznate su i po tome što želudac mogu napuhati zrakom i poprimiti oblik kugle, po čemu je i glavna porodica dobila naziv Napuhače. 
Poznaija je vrsta Sphoeroides pachygaster (četverozupka) čije je meso otrovno i sadrži jak otrov Tetrodotoxin koji djeluje iznimno brzo, a smrt nastupa zbog paralize dišnih organa. Ostale otrovne napuhače su i Sphoeroides pachygaster iz porodice Tetraodontidae, Lagocephalus sceleratus (porodica Tetraodontidae), a za upotrebu nije ni meso ribe kostorog koji je čest po cijelom Jadranu.
Naziv srasločeljuske dan je sinonimnom nazivu Plectognathi odnossno Tetraodontiformes, i sinonim je za četverozupke.
Sastoji se od deset porodica.

## Porodice
1. Porodica Aracanidae
2. Porodica Balistidae, Kostorozi, Kostorošci
3. Porodica Diodontidae, ježinke ili Dvozupke
4. Porodica Molidae, Bucnjevke, Bucnjevi; riba koja se hrani meduzama
5. Porodica Monacanthidae
6. Porodica Ostraciidae, Škrinjašice
7. Porodica Tetraodontidae, Napuhače
8. Porodica Triacanthidae
9. Porodica Triacanthodidae
10. Porodica Triodontidae, Trozupke